# РИА Новости
«РИА Новости» (бывшее ФГУП РАМИ «РИА Новости» ликвидировано как юридическое лицо 9 декабря 2013 года) — бывшая медиагруппа и одно из крупнейших действующих государственных информационных агентств со штаб-квартирой в Москве.
9 декабря 2013 года медиагруппа РИА Новости была официально расформирована указом президента России Владимира Путина «О некоторых мерах по повышению эффективности деятельности государственных средств массовой информации». Взамен была создана Международная медиагруппа «Россия сегодня» (МИА «Россия Сегодня»), которая продолжила использовать бренд «РИА Новости».
С 8 июня 2014 года «РИА Новости» — действующее информационное агентство. В качестве зарегистрованного СМИ, включая сетевое издание RIA.RU, входит в медиагруппу «Россия сегодня» и является частью этого бренда.
Запрещено к вещанию в Евросоюзе по обвинению в манипулировании информацией и грубом искажении фактов.

## История

### Совинформбюро
Свою историю Российское агентство международной информации «РИА Новости» вело с 24 июня 1941 года. Именно тогда на основании постановления Совета Народных Комиссаров СССР и ЦК ВКП (б) «О создании и задачах Советского информационного бюро» было создано Совинформбюро. В дальнейшем структура последовательно трансформировалась, меняя название, цели и подчинение. Сначала в Агентство печати «Новости», потом — Информационное агентство «Новости», затем — Российское информационное агентство «Новости» и после — Российское информационное агентство «Вести».
Через два дня после начала Великой Отечественной войны — 24 июня 1941 года Совет Народных Комиссаров СССР выпустил постановление «О создании и задачах Советского информационного бюро». В задачи агентства вошло составление сводок для радио, газет и журналов о положении на фронтах, работе тыла, о партизанском движении во время Великой Отечественной войны.
В 1944 году в составе Совинформбюро было создано специальное бюро по пропаганде на зарубежные страны. Через 1 171 газету, 523 журнала и 18 радиостанций в 23 странах мира, советские посольства за рубежом, общества дружбы, профсоюзные, женские, молодёжные и научные организации Совинформбюро знакомило читателей и слушателей с борьбой советского народа против фашизма, а в послевоенное время — с основными направлениями внутренней и внешней политики Советского Союза.
Совинформбюро было реформировано в Агентство печати «Новости» (АПН) постановлением ЦК КПСС от 5 января 1961 года.

### Агентство печати «Новости»

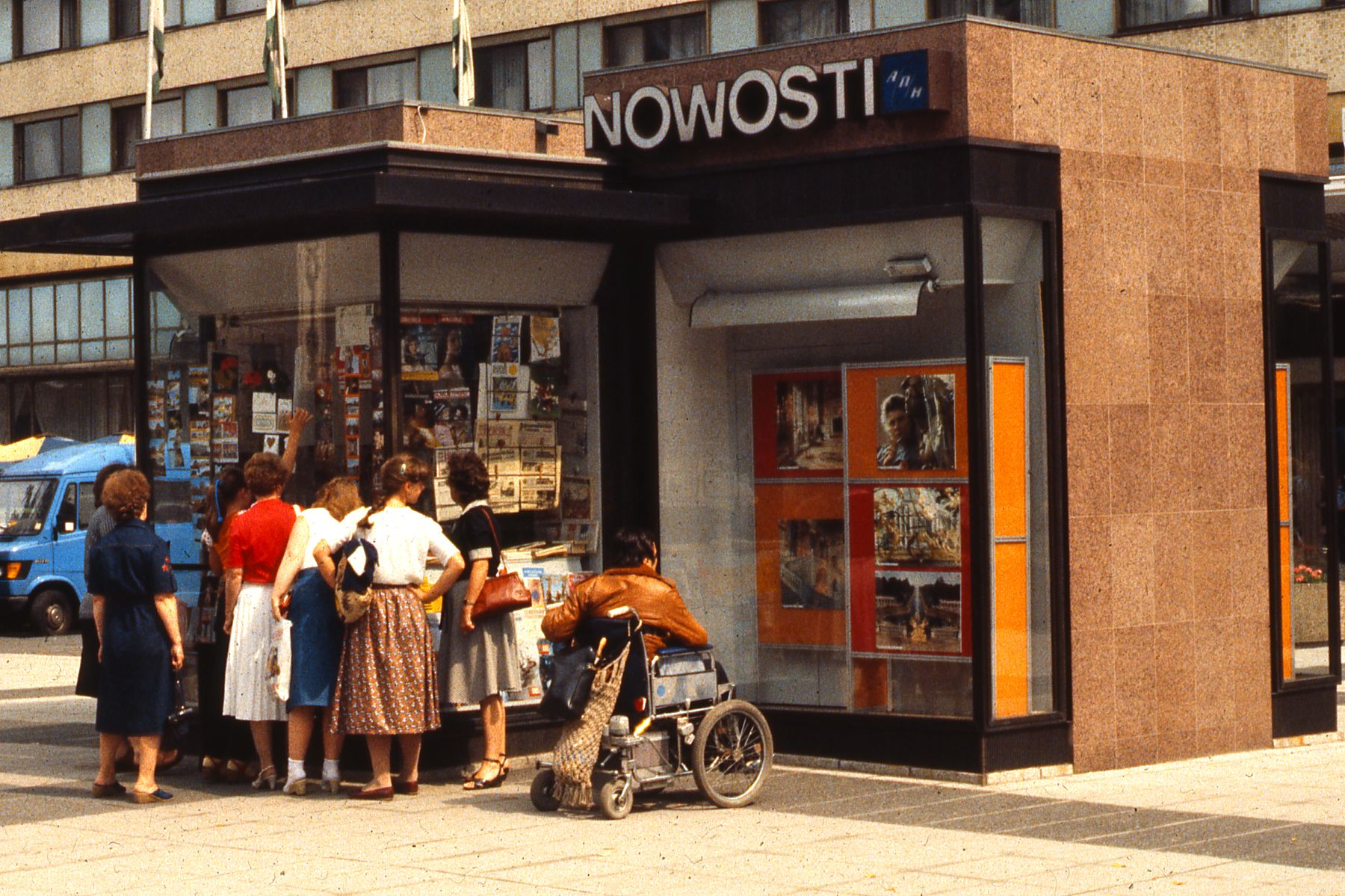
Газетный киоск «Новости». Восточный Берлин, 1984 год

21 февраля 1961 года на базе Совинформбюро было создано Агентство печати «Новости» (АПН). Агентство стало ведущим информационным и публицистическим органом советских общественных организаций. Учредители АПН: Союз журналистов СССР, Союз писателей СССР, Союз советских обществ дружбы и культурных связей с зарубежными странами и общество «Знание».
В соответствии с уставом АПН имело своей целью «путём широкого распространения за рубежом правдивой информации о СССР и ознакомления советской общественности с жизнью народов зарубежных стран всемерно содействовать взаимопониманию, доверию и дружбе между народами». Представительства АПН находились в более чем 120 странах. Агентство издавало 60 иллюстрированных газет и журналов на 45 языках разовым тиражом 4,3 миллиона экземпляров.
Совместно с Союзом советских обществ дружбы АПН издавало газету «Московские новости», которая с сентября 1990 года стала независимым изданием. Издательство АПН выпускало более 200 книг и брошюр общим тиражом около 20 миллионов экземпляров в год. В авторском активе агентства было более 7 тысяч человек. В АПН работали такие известные журналисты как Генрих Боровик, Владимир Симонов, Геннадий Герасимов, Владимир Познер, Владимир Молчанов, Виталий Третьяков и другие. Наряду с советскими авторами с агентством сотрудничали зарубежные писатели, журналисты и общественные деятели.
В 1989 году в АПН был открыт телевизионный центр, преобразованный затем в телекомпанию ТВ-Новости. 27 июля 1990 года на базе АПН было создано Информационное агентство «Новости».

### Информационное агентство «Новости»
27 июля 1990 года в соответствии с Указом Президента СССР М. С. Горбачёва «О создании информационного агентства „Новости“» на базе агентства печати «Новости» было создано информационное агентство «Новости» (ИАН) — как было сказано в указе, «для информационного обеспечения государственной внутренней и внешней политики СССР и исходя из интересов демократизации средств массовой информации». 25 августа Кабинетом министров СССР было утверждено «Положение об Информационном агентстве „Новости“ (ИАН)». Указом от 26 августа 1991 года агентство было передано в ведение РСФСР.

### РИА «Вести» и РИА «Новости»
В сентябре 1991 года на базе ИАН было создано Российское информационное агентство «Новости». Указом Президента РФ от 22 августа 1991 года РИА «Новости» было передано в ведение министерства печати и информации. Информационное агентство «Новости» имело около 80 загранбюро и корреспондентских пунктов, более 1 500 подписчиков в странах СНГ и около 100 за рубежом. На основании Указа Президента РФ от 15 сентября 1993 года «О Российском информационном агентстве „Новости“» РИА «Новости» стало государственным информационно-аналитическим агентством. В 1996 году работал радиоканал РИА «Новости» — «РИА Радио». В августе 1997 года на базе телеканала РИА при учредительстве ВГТРК был создан телеканал «Культура».
В мае 1998 года на основании Указа Президента Российской Федерации Б. Н. Ельцина «О совершенствовании работы государственных электронных средств массовой информации» был образован информационный холдинг ВГТРК, в состав которого вошло РИА «Новости» под новым названием — Российское информационное агентство «Вести», сохранив при этом в информсреде известный бренд РИА Новости. В 2001 году РИА «Новости» раскрыло новостную информацию на сайте агентства.
23 декабря 2003 года Постановлением Правительства Российской Федерации агентство РИА «Вести» было выведено из состава ВГТРК и подчинено непосредственно Минпечати. С 1 апреля 2004 года, в связи с государственной регистрацией изменений, внесённых в учредительные документы, Федеральное государственное унитарное предприятие Российское информационное агентство «Вести» переименовано в Федеральное государственное унитарное предприятие Российское агентство международной информации «РИА Новости» (сокращённо — ФГУП РАМИ «РИА Новости»).

### РИА «Новости» до 2013 года

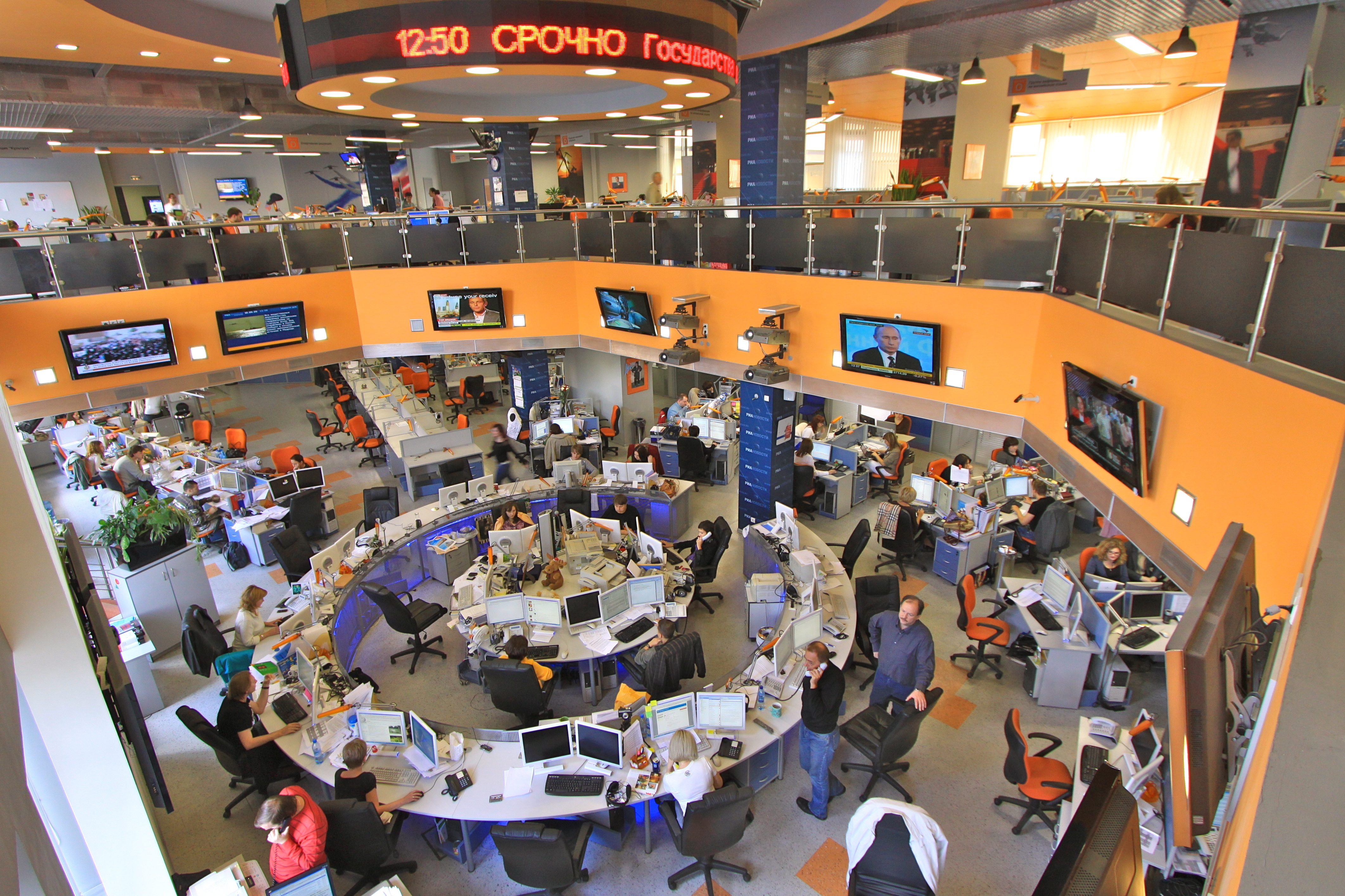
Редакция агентства, 2008 год

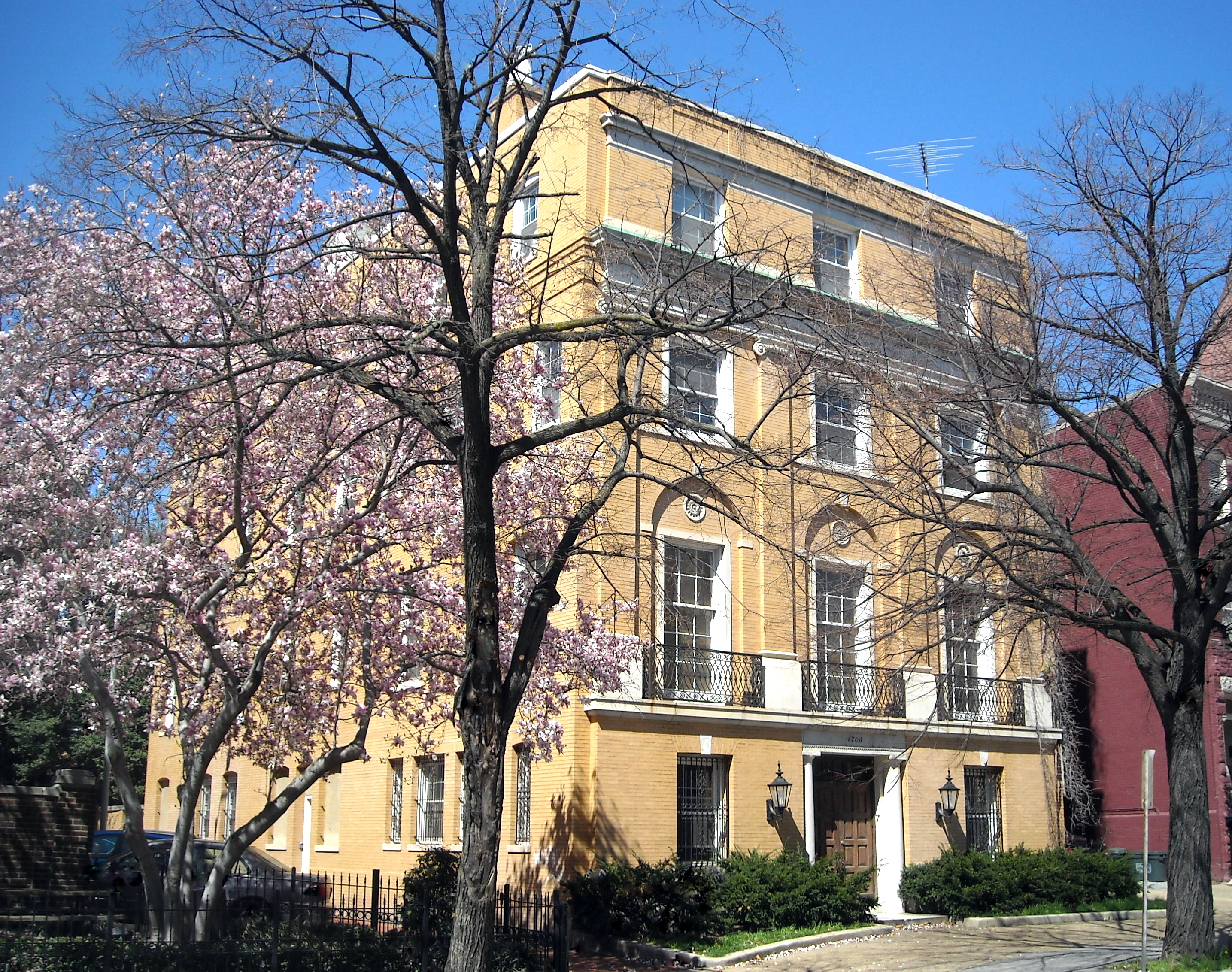
Бюро «РИА Новости» в Вашингтоне, округ Колумбия, 2008 год

В январе 2003 года председателем правления РИА «Новости» стала Светлана Миронюк, в апреле 2004 года она заняла пост генерального директора.
1 апреля 2004 года, после внесения изменений в учредительные документы, структура получила название и статус Федеральное государственное унитарное предприятие Российское агентство международной информации «РИА Новости».
В 2006 году Светлана Миронюк стала главным редактором агентства. В 2007 году РИА Новости приняло мультимедийную стратегию развития.
В агентстве были созданы студии инфографики (позднее — Дизайн-центр РИА Новости) и видеоинформации. В рамках новой стратегии агентство сфокусировалось на мультимедийных форматах: фото и видеосюжеты, инфографика, видеопанорамы, интерактивные видео и проекты, прямые трансляции, игры, проекты в формате web documentary (фильмы, которые предоставляют читателю возможность самостоятельно выбирать порядок и логику просмотра) и других.
Другим ключевым направлением развития РИА Новости в этот период стало превращение агентства в медиахолдинг. В 2008 году РИА Новости вернуло себе бренд «Московские новости», утраченный агентством в 1990 году. В 2009 году РИА стало соучредителем агентства правовой информации РАПСИ, в 2011 приобрело агентство экономической информации «ПРАЙМ», создало агентство социальных исследований «Социальный навигатор», в 2012 создало рейтинговое агентство «РИА Рейтинг», агентство спортивной информации «Р-Спорт» и российское информационное агентство науки и технологий «РИА Наука». В рамках мультимедийной стратегии на базе пресс-центра РИА Новости были созданы просветительские проекты: ЛектоРИА, РИА Арт, «Научный понедельник», «Открытый показ» и другие; социальные проекты «Диагноз которого нет» — проект о детях аутистов, «Жизнь без преград», «Дети в беде», «Жизнь без наркотиков».
Кроме использования новых медиа, РИА Новости стало инициатором создания и организатором работы ряда экспертных площадок, основными из которых стали международный дискуссионный клуб «Валдай», урбанистические форумы «Умный город будущего», «Кластерный саммит», а также форум о трендах развития глобальных медиа и журналистики Future Media Forum.
В сентябре 2011 года МОК предоставил статус специального уполномоченного информационного агентства Олимпиады (национальное хост-агентство и национальный фотопул) Группе РИА Новости, в состав которой входило агентство спортивных новостей «Р-Спорт». В марте 2013 года РИА Новости был присвоен статус национального хост-агентства и фотопула Паралимпийских игр в Сочи. По итогам освещения Олимпийских игр МОК дал высшую оценку работе РИА Новости.

### РИА «Новости» с 2014 года по настоящее время
В конце 2013 года на фоне революции в Украине правящие круги России решили реорганизовать агентство. 9 декабря 2013 года на базе ФГУП РАМИ «РИА Новости» было создано Международное информационное агентство «Россия сегодня» — сегодня оно известно как международная медиагруппа «Россия сегодня». Редакционная политика значительно изменилась и отошла от объективного освещения событий в сторону продвижения точки зрения российского руководства. Журналисты в текстах агентства начинают использовать повторяющиеся, некоторые более 10 тысяч раз, предложения, для влияния на общественное мнение и создания из Украины «образа врага».
8 июня 2014 года РИА Новости зарегистрировано Роскомнадзором как информационное агентство и сетевое издание.
В 2016 году было запущено приложение «Динамика дня» от РИА Новости, которое позволяет получать короткие уведомления об основных общественно-политических и экономических событиях в стране и в мире, причём во многих случаях раньше, чем новость выходит на информационные ленты.
Спустя несколько месяцев после запуска мобильное приложение «Динамика дня» от РИА Новости стало проектом года в номинации «СМИ и массовые коммуникации» ежегодной премии «Время инноваций». Лауреатами премии становятся лидеры российской экономики, в основу стратегии и бизнес-модели которых заложены инновационные решения и подходы.
В 2018 году сайт RIA.RU был перезапущен.
Сайт RIA.RU является одним из лидеров рунета среди информационных онлайн-ресурсов и самым цитируемым российским СМИ в социальных сетях по данным Медиалогии на апрель 2022 года.

## Ликвидация ФГУП РАМИ «РИА Новости»
9 декабря 2013 года Президент России Владимир Путин подписал указ «О некоторых мерах по повышению эффективности деятельности государственных средств массовой информации». Согласно тексту указа, ФГУП РАМИ «РИА Новости» ликвидировано, права учредителя и имущественные права были переданы Международному информационному агентству «Россия сегодня». Генеральным директором новой структуры назначен Дмитрий Киселёв. Тем же указом была ликвидирована Российская государственная радиовещательная компания «Голос России», имущество компании также перешло к «России сегодня».
Основным направлением деятельности медиагруппы «Россия сегодня», согласно указу, является освещение государственной политики РФ и общественной жизни в России для зарубежной аудитории. Ключевым руководителем созданного агентства является генеральный директор, назначаемый и освобождаемый от должности Президентом Российской Федерации.
Глава кремлёвской администрации Сергей Иванов, поясняя цель реорганизации, заявил, что создание МИА «Россия сегодня» направлено на решение двух задач — рациональное использование бюджетных средств и повышение эффективности государственных СМИ. Как подчеркнул Иванов в общении с журналистами, «Россия проводит самостоятельную политику, твёрдо защищает национальные интересы; объяснять это миру непросто, но делать это можно и нужно».
Генеральный директор «России сегодня» Дмитрий Киселёв, комментируя создание агентства и своё назначение, обозначил цель новой структуры — восстановить справедливое отношение к России. «Восстановление справедливого отношения к России, как важной стране мира с добрыми намерениями — это и есть миссия новой структуры, которую мне предстоит возглавить» — заявил Киселёв.
Ликвидация РИА Новости и создание «России сегодня» вызвали широкое обсуждение в СМИ. Так, комментируя указ, журналисты отмечали, что на фоне сокращения государственных инвестиций в «РИА Новости» в последние годы, другие государственные информационные активы — ИТАР-ТАСС, федеральные телеканалы (Первый канал, ВГТРК, НТВ, Russia Today) никакого снижения государственной поддержки не ощутили.
Также широко обсуждалась эффективность РИА Новости. Как отмечало «Радио Свобода», "…из всех информагентств «большой тройки» «РИА Новости» выглядело самым современным, или, по крайней мере, пытающимся быть таковым. В то время как ИТАР-ТАСС продолжал радовать подписчиков появляющимися на ленте зарисовками «из жизни загнивающего Запада» в стиле 70-х годов, а «Интерфакс» оставался лишь поставщиком оперативных новостей для других СМИ без каких-либо попыток стать таковым самому, в «РИА Новости» активно развивался отдел современных медиатехнологий и инфографики".
16 декабря 2013 года ликвидационная комиссия под руководством Дмитрия Киселёва назначила на пост главного редактора упраздняемой структуры Ираклия Гачечиладзе, одновременно занимавшего должность заместителя главного редактора телеканала Russia Today Маргариты Симоньян.
31 декабря 2013 года Дмитрий Киселёв объявил о своем решении назначить Маргариту Симоньян главным редактором «России сегодня». При этом, она сохраняет свою должность в RT.
21 марта 2014 года главный редактор МИА «Россия сегодня» Маргарита Симоньян сообщила, что после ликвидации РИА Новости агентство экономической информации ПРАЙМ станет подразделением ИТАР-ТАСС, а РАПСИ приобретет статус автономной некоммерческой организации, которая будет самостоятельно искать финансирование.
8 июня 2014 года РИА Новости зарегистрировано Роскомнадзором как информационное агентство и сетевое издание. Бренд РИА Новости медиагруппы «Россия сегодня» ориентирован на русскоязычную аудиторию. РИА Новости вещает через сайт ria.ru, являющийся лидером Рунета среди информационных онлайн-ресурсов, через социальные сети и мобильное приложение, бренд также представлен линейкой информационных лент для редакций СМИ.

## Освещение событий
Как отмечает «Новая Газета Европа» в своем исследовании, после реорганизации в конце 2013 году агентство стало подавать события специфическим образом. Некоторые из продвигаемых тезисов:
- Во всём мире происходят беспорядки и незаконные свержения законных правительств. За всем этим стоит Запад, придерживающийся двойных стандартов. Запад сдерживает Россию.
- Россия — мирная страна и всегда действует согласно международному праву, а в Украине власть захвачена киевским режимом, который бомбит своих мирных жителей. Россия защищает мирных жителей.
- Россия ведёт геополитическую борьбу с Западом за многополярный мир[21].

Анализ от исследователей журналистики Юрия и Юлии Нестеряк показывает, что РИА Новости в прошлом и сейчас не придерживается журналистских стандартов, обязывающих предоставлять аудитории проверенную и непредвзятую информацию. Исследователи выделили отсутствие баланса мнений и использование низкокачественных источников информации. РИА Новости распространяло ложную и искажённую информацию, такую как сообщения о разработке биологического оружия в американских биолабораториях на Украине, разработку Украиной ядерного оружия, о совершённых армией Украины военных преступлениях против гражданских лиц. Нарушения журналистских стандартов прикрываются сообщениями о якобы низких стандартах западной прессы. Согласно исследователям, РИА Новости является низкокачественным источником информации.

## Сервисы

### Медиабанк
С 2011 года, последовав примеру Федерального архива Германии и австралийского Музея Квинсланда, РИА Новости предоставляет доступ к части своего архива по лицензии Creative Commons. Материалы были выложены на Викисклад, всего в открытом доступе — около 2 000 000 фотографий, собранных в различные тематические блоки.

## На Олимпиаде в Сочи
В сентябре 2011 года Международный олимпийский комитет предоставил РИА Новости статус специального уполномоченного информационного агентства Олимпийских игр в Сочи. В марте 2013 года РИА Новости был присвоен статус национального хост-агентства и фотопула Паралимпийских игр в Сочи. Основной ролью национального фотопула являлось ведение подробной фотохроники выступлений спортсменов страны-организатора и распространение полученных изображений среди СМИ.
Для решения этих задач РИА Новости разработало и внедрило ряд технологических решений и продуктов. В число решений агентства вошла система оперативной доставки фотоконтента «Блиц», фотороботов Mark Roberts Motion Control, создание «Олимпийского фотобанка», разработка мобильных приложений «Зимние игры 2014» и «Второй экран».
Также в рамках обязательств перед МОК, РИА Новости организовало Медиацентр для неаккредитованных журналистов в Сочи, позволивший представителям российских и зарубежных СМИ, не попавшим в квоты аккредитации на Олимпийские игры, получить доступ к новостным трансляциям основного медиацентра Олимпиады, а также принять участие в пресс-конференциях с российскими спортсменами. За время работы центра его посетило более четырёх тысяч гостей — журналистов, спортсменов, федеральных чиновников, представителей региональной администрации, сотрудников пресс-служб.

РИА Новости проделало фантастическую работу как национальное хост-агентство. Мы очень довольны партнёрством с РИА Новости и высоко оцениваем усилия, которые проделало агентство для производства и распространения текстовой и фотоинформации. Только это агентство смогло добиться столь широкого распространения олимпийского контента в такой большой стране, как Россия— Глава пресс-комиссии МОК Кеван Госпер
Совокупная аудитория олимпийских проектов РИА Новости превысила 15 миллионов уникальных пользователей. Более 76 000 фотографий РИА Новости, посвящённых Олимпиаде в Сочи, было использовано средствами массовой информации.

## Санкции

### Блокировка в Азербайджане
В начале июня 2022 года, после того, как на сайте РИА «Новости» было опубликовано интервью с одним из представителей непризнанной Нагорно-Карабахской Республики, Азербайджан заблокировал сайт агентства. Объясняя причину блокировки, глава пресс-службы МИД Азербайджана Лейла Абдуллаева в интервью тому же РИА «Новости» заявила: «Распространение государственным информационным агентством России информации, выступающей против территориальной целостности Азербайджана, пропагандирующей клеветнический характер и сепаратистские тенденции, не соответствует духу дружественных отношений между Азербайджаном и Россией и, таким образом, вызывает серьёзное сожаление».
10 июня стало известно, что интервью представителя НКР с сайта РИА «Новости» было удалено. До этого российские власти закрыли доступ к некоторым азербайджанским новостным сайтам за якобы недостоверное освещение российского вторжения на Украину.

### Блокировка в Канаде
3 февраля 2023 года, на фоне вторжения России на Украину, РИА Новости были внесены в санкционные списки Канады как часть медиахолдинга «Россия сегодня» за «распространение российской дезинформации и пропаганды».

### Блокировка в Евросоюзе
17 мая 2024 года было приостановлено вещание РИА «Новости» в 27 странах Евросоюза, так как издание «распространяет и поддерживает российскую пропаганду и агрессивную войну против Украины». Совет Европейского союза, приостановив вещание и распространение ряда других компаний, отмечал что эти СМИ «находятся под постоянным прямым или косвенным контролем властей Российской Федерации, они сыграли существенную роль в поддержке агрессивной войны России против Украины, а также в дестабилизации соседних стран».
24 июня 2024 года компания включена в санкционные списки Европейского союза.

## Критика
26 февраля 2022 года, через два дня после вторжения России в Украину, РИА Новости опубликовало статью «Наступление России и нового мира», в которой объявило, что «Украина вернулась к России»; вскоре статья была удалена. Также в 2022 году РИА Новости опубликовали статью «Что Россия должна сделать с Украиной», в котором продвигаются идеи уничтожения Украины как государства, репрессий и этнических чисток в отношении украинского народа, а также геноцида. В 2025 году РИА Новости опубликовали статью под заголовком «Другого варианта нет: живым на Украине не должен остаться никто».
Издание Meduza отмечает, что РИА Новости «постоянно сообщает о том, как жители разных стран ЕС критикуют европейских политиков и власти Украины, беря за основу анонимные комментарии, оставленные на сайтах иностранных СМИ». Например, 15 августа 2022 года РИА Новости выпустило статью, что «немцы жестко ответили на обращение Зеленского к россиянам», в котором процитировало анонимных комментаторов с никами, составленными из бессмысленного набора букв: zw9s, nzjdMFpV, rrnsne2Nr и GvbR72. Также за такой формат публикаций РИА Новости были раскритикованы бывшим директором «Яндекс. Новостей» Львом Гершезоном; по его словам, из-за обилия однотипных заметок под заголовками навроде «Болгары удивились…» лента новостей РИА Новости сильно проигрывает лентам своих конкурентов (в частности ленте издания ТАСС).